# Liste des présidents du Congrès de la Nouvelle-Calédonie et des chambres assimilées
Cet article recense les présidents des assemblées délibérantes de Nouvelle-Calédonie, successivement du conseil général de Nouvelle-Calédonie (1885-1957), de l’Assemblée territoriale de Nouvelle-Calédonie (1957-1984), du Congrès du Territoire (1984-1999) et du Congrès de la Nouvelle-Calédonie (depuis 1999).

## Chronologie

### Présidents du Conseil Général (1885-1957)

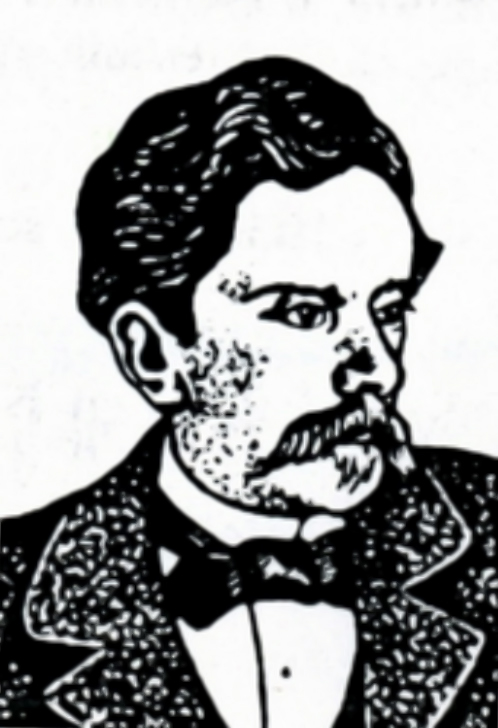
Marc le Goupils

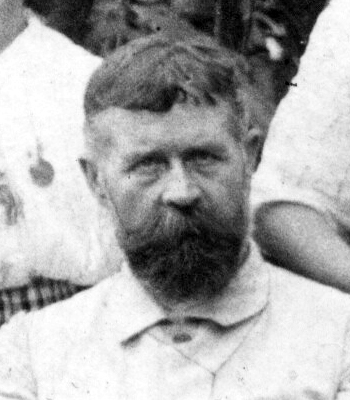
Félix Roumy

| Années      | Prénom et nom                                      | Date de l'élection |
| ----------- | -------------------------------------------------- | ------------------ |
| 1885 - 1886 | Jean Baptiste Dezarnaulds                          | 17/08/1885         |
| 1886        | Alexandre Revercé                                  | 17/08/1886         |
| 1886 - 1887 | Jean Baptiste Dezarnaulds                          | 26/10/1886         |
| 1887 - 1888 | Jean Baptiste Dezarnaulds                          | 22/08/1887         |
| 1888 - 1889 | Jean Baptiste Dezarnaulds                          | 20/08/1888         |
| 1889 - 1890 | Louis Pelatan                                      | 19/08/1889         |
| 1890 - 1891 | Jean Baptiste Dezarnaulds                          | 18/08/1890         |
| 1891 - 1892 | Jean Baptiste Dezarnaulds                          | 17/08/1891         |
| 1892 - 1893 | Constant Caulry                                    | 22/08/1892         |
| 1893 - 1894 | Constant Caulry                                    | 21/08/1893         |
| 1894 - 1895 | Constant Caulry                                    | 20/08/1894         |
| 1895 - 1896 | Adolphe Plaigniet                                  | 04/11/1895         |
| 1896 - 1897 | Sébastien Charles Leconte                          | 07/09/1896         |
| 1897 - 1898 | Sébastien Charles Leconte                          | 03/11/1897         |
| 1898 - 1899 | Constant Caulry                                    | 03/11/1898         |
| 1899 - 1900 | Constant Caulry                                    | 06/11/1899         |
| 1900 - 1901 | Constant Caulry                                    | 03/11/1900         |
| 1901 - 1902 | Marc le Goupils                                    | 04/11/1901         |
| 1902 - 1903 | Constant Caulry                                    | 03/11/1902         |
| 1903 - 1904 | Pierre Isaac Puech                                 | 09/11/1903         |
| 1904 - 1905 | Théophile Mialaret                                 | 05/11/1904         |
| 1905 - 1906 | Théophile Mialaret                                 | 18/11/1905         |
| 1906 - 1907 | Théophile Mialaret                                 | 17/11/1906         |
| 1907 - 1908 | Théophile Mialaret                                 | 07/12/1907         |
| 1908 - 1909 | Jean Oules                                         | 21/11/1908         |
| 1909 - 1910 | Jean Oules                                         | 20/11/1909         |
| 1910 - 1911 | Théophile Mialaret                                 | 21/11/1910         |
| 1911 - 1912 | Théophile Mialaret                                 | 16/11/1911         |
| 1912 - 1913 | Théophile Mialaret                                 | 04/12/1912         |
| 1913 - 1914 | Lucien Colardeau                                   | 20/11/1913         |
| 1914 - 1915 | Lucien Colardeau                                   | 07/12/1914         |
| 1915 - 1916 | Lucien Colardeau                                   | 09/12/1915         |
| 1916 - 1917 | Lucien Colardeau                                   | 16/10/1916         |
| 1917 - 1918 | Léon Vincent                                       | 29/11/1917         |
| 1918 - 1919 | Léon Vincent                                       | 08/11/1918         |
| 1919 - 1920 | Léon Vincent                                       | 01/12/1919         |
| 1920 - 1921 | Léon Vincent                                       | 06/12/1920         |
| 1921 - 1922 | Léon Vincent                                       | 25/11/1921         |
| 1922 - 1923 | Raymond Pognon                                     | 17/11/1922         |
| 1923 - 1924 | Raymond Pognon                                     | 16/11/1923         |
| 1924 - 1925 | Raymond Pognon                                     |                    |
| 1925 - 1926 | Félix Roumy                                        | 28/11/1925         |
| 1926 - 1927 | Darracq                                            | 02/12/1926         |
| 1927 - 1928 | Darracq                                            | 01/12/1927         |
| 1928 - 1929 | Darracq                                            | 01/12/1928         |
| 1929 - 1930 | Henri Louis Milliard                               | 23/11/1929         |
| 1930 - 1931 | Henri Louis Milliard                               | 01/12/1930         |
| 1931 - 1932 | Henri Louis Milliard                               | 01/12/1931         |
| 1932 - 1933 | Henri Louis Milliard                               | 01/12/1932         |
| 1933 - 1934 | Émile Rordorf                                      | 25/11/1933         |
| 1934 - 1935 | Edmond Cané                                        | 27/11/1934         |
| 1935 - 1936 | Louis Revercé                                      | 25/10/1935         |
| 1936 - 1937 | Louis Revercé                                      | 01/10/1936         |
| 1937 - 1938 | Louis Revercé                                      | 06/11/1937         |
| 1938 - 1939 | Louis Revercé                                      | 25/11/1938         |
| 1940 - 1944 | Conseil d'administration présidé par Pierre Bergès |                    |
| 1945 - 1946 | Pierre Bergès                                      | 26/11/1945         |
| 1946 - 1947 | Pierre Bergès                                      | 22/12/1946         |
| 1947 - 1948 | Henri Bonneaud                                     | 15/11/1947         |
| 1948 - 1949 | Henri Bonneaud                                     | 15/11/1948         |
| 1949 - 1950 | Henri Bonneaud                                     | 05/11/1949         |
| 1950 - 1951 | Henri Bonneaud                                     | 14/11/1950         |
| 1951 - 1952 | Henri Bonneaud                                     | 06/11/1951         |
| 1952 - 1953 | Pierre Bergès                                      |                    |
| 1953 - 1954 | Pierre Bergès                                      | 27/10/1953         |
| 1954 - 1955 | Pierre Bergès                                      | 26/10/1954         |
| 1955 - 1956 | Fernand Legras                                     | 27/10/1955         |
| 1956 - 1957 | Louis Eschenbrenner                                | 15/10/1956         |

### Présidents de l'assemblée territoriale (1957-1984)
| Année       | Prénom et nom      |
| ----------- | ------------------ |
| 1957 - 1958 | Armand Ohlen       |
| 1958 - 1959 | Armand Ohlen       |
| 1959 - 1960 | Armand Ohlen       |
| 1960 - 1961 | René Hénin         |
| 1961 - 1962 | Antoine Griscelli  |
| 1962 - 1963 | Antoine Griscelli  |
| 1963 - 1964 | Antoine Griscelli  |
| 1964 - 1965 | Antoine Griscelli  |
| 1965 - 1966 | Antoine Griscelli  |
| 1966 - 1967 | Armand Ohlen       |
| 1967 - 1968 | Armand Ohlen       |
| 1968 - 1969 | Armand Ohlen       |
| 1969 - 1970 | Armand Ohlen       |
| 1970 - 1971 | Jean Lèques        |
| 1971 - 1972 | Jean Lèques        |
| 1972 - 1973 | Michel Kauma       |
| 1973 - 1974 | Yann Celene Uregei |
| 1974 - 1975 | Yann Celene Uregei |
| 1975 - 1976 | Dick Ukeiwe        |
| 1976 - 1977 | Rock Pidjot        |
| 1977 - 1978 | Dick Ukeiwe        |
| 1978 - 1979 | Jean-Pierre Aïfa   |
| 1979 - 1980 | Jean-Pierre Aïfa   |
| 1980 - 1981 | Jean Lèques        |
| 1981 - 1982 | Jean-Pierre Aïfa   |
| 1982 - 1983 | Jean Lèques        |
| 1983 - 1984 | Jean-Pierre Aïfa   |

### Présidents du Congrès du Territoire (1985-1999)

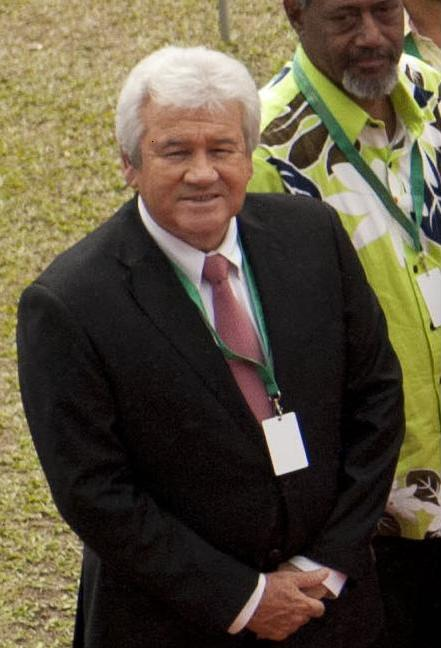
Harold Martin

| Année       | Prénom et nom    |
| ----------- | ---------------- |
| 1985 - 1986 | Dick Ukeiwe      |
| 1986 - 1987 | Dick Ukeiwe      |
| 1987 - 1988 | Dick Ukeiwe      |
| 1988 - 1989 | Albert Etuvé     |
| 1989 - 1990 | Simon Loueckhote |
| 1990 - 1991 | Simon Loueckhote |
| 1991 - 1992 | Simon Loueckhote |
| 1992 - 1993 | Simon Loueckhote |
| 1993 - 1994 | Simon Loueckhote |
| 1994 - 1995 | Simon Loueckhote |
| 1995 - 1996 | Pierre Frogier   |
| 1996 - 1997 | Pierre Frogier   |
| 1997 - 1998 | Harold Martin    |
| 1998 - 1999 | Simon Loueckhote |

### Présidents du Congrès de Nouvelle-Calédonie (depuis 1999)
| Nom | Nom                       | Mandature     | Dates de mandat | Parti politique                | Autres fonctions  | Profession                    |
| --- | ------------------------- | ------------- | --------------- | ------------------------------ | ----------------- | ----------------------------- |
|     | Simon Loueckhote          | 1re mandature | 1999 - 2004     | RPCR                           | Sénateur français | Instituteur                   |
|     | Harold Martin             | 2e mandature  | 2004 - 2007     | Avenir ensemble                | Maire de Païta    | Gérant d'organismes agricoles |
|     | Pierre Frogier            | 2e mandature  | 2008 - 2009     | Rassemblement                  | Député français   | Substitut du procureur        |
|     | Harold Martin             | 3e mandature  | 2009 - 2011     | Avenir ensemble                | Maire de Païta    | Gérant d'organismes agricoles |
|     | Rock Wamytan              | 3e mandature  | 2011 - 2011     | Union calédonienne             |                   | Fonctionnaire territorial     |
|     | Léonard Sam (par intérim) | 3e mandature  | 2011 - 2011     | Calédonie ensemble             |                   | Universitaire                 |
|     | Roch Wamytan              | 3e mandature  | 2011 - 2012     | Union calédonienne             |                   | Fonctionnaire territorial     |
|     | Gérard Poadja             | 3e mandature  | 2012 - 2013     | Calédonie ensemble             | Sénateur français | Fonctionnaire territorial     |
|     | Roch Wamytan              | 3e mandature  | 2013 - 2014     | Union calédonienne             |                   | Fonctionnaire territorial     |
|     | Gaël Yanno                | 4e mandature  | 2014 - 2015     | Mouvement populaire calédonien | Député français   | Expert-comptable              |
|     | Thierry Santa             | 4e mandature  | 2015 - 2018     | Rassemblement                  |                   | Fonctionnaire territorial     |
|     | Gaël Yanno                | 4e mandature  | 2018 - 2019     | Mouvement populaire calédonien | Député français   | Expert-comptable              |
|     | Roch Wamytan              | 5e mandature  | 2019 - 2024     | Union calédonienne             |                   | Fonctionnaire territorial     |
|     | Veylma Falaeo             | 5e mandature  | 2024 -          | L'Éveil océanien               |                   | Fonctionnaire territoriale    |